# Sarah Springman
Dame Sarah Marcella Springman (26 dicembre 1956) è una triatleta britannica.

## Carriera
Ufficiale dell'Ordine dell'Impero britannico OBE, ha vinto un campionato europeo su distanza olimpica e due campionati europei su distanza lunga. Oggigiorno ha la cattedra di Geotecnica al Politecnico di Zurigo e dal 2015 ne è la rettrice.

## Titoli
- Campionessa europea di triathlon - 1988
- Campionessa europea di triathlon long distance - 1985, 1986